# Championnat du monde d'attelage à quatre chevaux
Les championnats du monde d'attelage à quatre chevaux délivrent tous les deux ans un titre de champion du monde individuel et un titre de champion du monde par équipe nationale. Tous les quatre ans, ces titres sont disputés lors des Jeux équestres mondiaux. 

## Histoire
La première édition de la compétition a eu lieu en 1972.

## Palmarès
| Année | Lieu                           | Évènement                        | par équipe  | par équipe | par équipe  | en individuel              | en individuel            | en individuel              |
| ----- | ------------------------------ | -------------------------------- | ----------- | ---------- | ----------- | -------------------------- | ------------------------ | -------------------------- |
| 2014  | Caen (France)                  | Jeux équestres mondiaux de 2014. | Pays-Bas    | Allemagne  | Hongrie     | Boyd Exell (AUS)           | Chester Weber (USA)      | Theo Timmerman (NED)       |
| 2012  | Riesenbeck (Allemagne).        |                                  | Pays-Bas    | Allemagne  | États-Unis  | Boyd Exell (AUS)           | Chester Weber (USA)      | Ijsbrand Chardon (NED)     |
| 2010  | Lexington (États-Unis)         | Jeux équestres mondiaux de 2010  | Pays-Bas    | États-Unis | Allemagne   | Boyd Exell (AUS)           | Ijsbrand Chardon (NED)   | Tucker Johnson (USA)       |
| 2008  | Beesd (Pays-Bas)               |                                  | Pays-Bas    | Allemagne  | Hongrie     | Ijsbrand Chardon (NED)     | Chester Weber (USA)      | Boyd Exell (AUS)           |
| 2006  | Aix-la-Chapelle (Allemagne)    | Jeux équestres mondiaux de 2006  | Allemagne   | Belgique   | Pays-Bas    | Félix-Marie Brasseur (BEL) | Ijsbrand Chardon (NED)   | Christoph Sandmann (GER)   |
| 2004  | Kecskemet (Hongrie)            |                                  | Hongrie     | Pays-Bas   | Belgique    | Zoltán Lázár (HUN)         | Ijsbrand Chardon (NED)   | Félix-Marie Brasseur (BEL) |
| 2002  | Jerez de la Frontera (Espagne) | Jeux équestres mondiaux de 2002  | Pays-Bas    | États-Unis | Allemagne   | Ijsbrand Chardon (NED)     | Christoph Sandmann (GER) | Tomas Eriksson (SWE)       |
| 2000  | Wolfsburg (Allemagne)          |                                  | Suède       | Pays-Bas   | Allemagne   | Tomas Eriksson (SWE)       | Ijsbrand Chardon (NED)   | Félix-Marie Brasseur (BEL) |
| 1998  | Rome (Italie)                  | Jeux équestres mondiaux de 1998  | Pays-Bas    | Allemagne  | Suède       | Werner Ulrich (SUI)        | Michael Freund (GER)     | Tom Monhemius (NED)        |
| 1996  | Waregem (Belgique)             |                                  | Belgique    | Allemagne  | Royaume-Uni | Félix-Marie Brasseur (BEL) | George Bowman (GBR)      | József Bozsik (HUN)        |
| 1994  | La Haye (Pays-Bas)             | Jeux équestres mondiaux de 1994  | Allemagne   | Belgique   | Pays-Bas    | Michael Freund (GER)       | George Bowman (GBR)      | Ijsbrand Chardon (NED)     |
| 1992  | Riesenbeck (GER)               |                                  | Allemagne   | Suisse     | Pays-Bas    | Ijsbrand Chardon (NED)     | Hanspeter Rüschlin (SUI) | Christoph Sandmann (GER)   |
| 1990  | Stockholm (Suède)              | Jeux équestres mondiaux de 1990  | Suède       | Pays-Bas   | Hongrie     | Tomas Eriksson (SWE)       | József Bozsik (HUN)      | Ijsbrand Chardon (NED)     |
| 1988  | Apeldoorn (Pays-Bas)           |                                  | Pays-Bas    | Hongrie    | Allemagne   | Ijsbrand Chardon (NED)     | Christer Pålsson (SWE)   | József Bozsik (HUN)        |
| 1986  | Ascot (Royaume-Uni)            |                                  | Pays-Bas    | Hongrie    | Allemagne   | Tjeerd Velstra (NED)       | Ijsbrand Chardon (NED)   | Laszlo Juhasz (HUN)        |
| 1984  | Szilvásvárad (Hongrie)         |                                  | Hongrie     | Suède      | Royaume-Uni | Laszlo Juhasz (HUN)        | György Bardos (HUN)      | Mihaly Balint (HUN)        |
| 1982  | Apeldoorn (Pays-Bas)           |                                  | Pays-Bas    | Hongrie    | Royaume-Uni | Tjeerd Velstra (NED)       | György Bardos (HUN)      | Laszlo Juhasz (HUN)        |
| 1980  | Windsor (Royaume-Uni)          |                                  | Royaume-Uni | Hongrie    | Pologne     | György Bardos (HUN)        | George Bowman (GBR)      | Tjeerd Velstra (NED)       |
| 1978  | Kecskemet (Hongrie)            |                                  | Hongrie     | Allemagne  | Royaume-Uni | György Bardos (HUN)        | Sandor Fulop (HUN)       | Ferenc Muity (HUN)         |
| 1976  | Apeldoorn (Pays-Bas)           |                                  | Hongrie     | Allemagne  | Pologne     | Imre Abonyi (HUN)          | Emil-Bernhard Jung (GER) | Zygmunt Waliszewski (POL)  |
| 1974  | Frauenfeld (Suisse)            |                                  | Royaume-Uni | Suisse     | Pologne     | Sandor Fulop (HUN)         | Cristian Iseli (SUI)     | George Bowman (GBR)        |
| 1972  | Münster (Allemagne)            |                                  | Royaume-Uni | Suisse     | Allemagne   | Auguste Dubey (SUI)        | John Miller (GBR)        | Douglas Nicholson (GBR)    |